# Rejon Sədərək
Sədərək rayonu – rejon (azer. rayon) w Azerbejdżanie, w Nachiczewańskiej Republice Autonomicznej, o powierzchni 220 km², z siedzibą w mieście Heydərabad.  Według stanu na 1 stycznia 2024 rejon zamieszkiwało 23,0 tys. osób (mężczyźni – 11,6 tys., kobiety – 11,4 tys.).
Rejon od północy graniczy z Armenią, od wschodu i południa z rejonem Şərur, od zachodu z Turcją.